# آفا لوري
آفا لوري (بالإنجليزية: Ava Lowery)‏ هي ناشِطة أمريكية، ولدت في 1990 في مسيسيبي في الولايات المتحدة.